# Midian (album Aion)
Midian – album zespołu Aion wydany w 1997 roku nakładem wytwórni Morbid Noizz Productions.
Zawiera cover zespołu The Sisters of Mercy „Temple of Love”.

## Lista utworów
Opracowano na podstawie materiału źródłowego.
1. „Overture” – 03:02
2. „Bleeding Heart” – 04:47
3. „Land of Dreams” – 04:10
4. „The Anthem of Victory” – 04:57
5. „Temple of Love” – 03:49
6. „Collapse” – 04:16
7. „The Lord” – 04:15
8. „Birth” – 05:33
9. „The Night” – 03:57

## Twórcy
- Witalis Jagodziński – gitara basowa
- Daniel Jokiel – gitara
- Dominik Jokiel – gitara
- Mariusz Krzyśka – śpiew
- Łukasz Migdalski – instrumenty klawiszowe, kotły
- Marcin Żurawicz – perkusja
- Michał Christoph – growling
- Paulina Migdalska – śpiew